# Mursili II
Mursili II, Mursilis II (ur. 1321 p.n.e., zm. 1295 p.n.e.) – władca hetycki, syn Suppiluliumy I.
Panował w latach około 1345–1315 p.n.e. Odziedziczył tron po przedwczesnej śmierci swojego starszego brata - Arnuwandy II, który podobnie jak ich ojciec padł ofiarą plagi (która spustoszyła kraj Hetytów w latach dwudziestych XIV w. p.n.e.). Był sławnym władcą - uciszył bunty książąt syryjskich oraz umocnił granice państwa Hetytów od strony kraju Arzawa i ludu Kaska. 
Po jego śmierci tron odziedziczył jego starszy syn Muwatalli II, który walczył z faraonem Ramzesem II w bitwie pod Kadesz. Jego młodszy syn Hattusili III również został królem Hetytów.